# Pleuronichthys
Genre
Pleuronichthys est un genre de poissons de la famille des Pleuronectidae.

## Liste des espèces
Selon FishBase (14 fev. 2016) et World Register of Marine Species (14 fev. 2016) :
- Pleuronichthys coenosus Girard, 1854
- Pleuronichthys cornutus (Temminck & Schlegel, 1846)
- Pleuronichthys decurrens Jordan & Gilbert, 1881
- Pleuronichthys japonicus Suzuki, Kawashima & Nakabo, 2009
- Pleuronichthys ocellatus Starks & Thompson, 1910
- Pleuronichthys ritteri Starks & Morris, 1907
- Pleuronichthys verticalis Jordan & Gilbert, 1880

Selon NCBI (14 fev. 2016) :
- Pleuronichthys coenosus
- Pleuronichthys cornutus
- Pleuronichthys decurrens
- Pleuronichthys japonicus
- Pleuronichthys ritteri
- Pleuronichthys verticalis

Selon ITIS (14 fev. 2016) :
- Pleuronichthys coenosus Girard, 1854
- Pleuronichthys cornutus (Temminck & Schlegel, 1846)
- Pleuronichthys decurrens Jordan & Gilbert, 1881
- Pleuronichthys guttulatus Girard, 1856 - considéré comme synonyme de Hypsopsetta guttulata selon FishBase et WoRMS
- Pleuronichthys ocellatus Starks & Thompson, 1910
- Pleuronichthys ritteri Starks & Morris, 1907
- Pleuronichthys verticalis Jordan & Gilbert, 1880